# Marco Barros
Marco Alexandre Rodrigues Barros (Oeiras, 1º gennaio 1985) è un hockeista su pista portoghese.